# Krudttårn
 For alternative betydninger, se Krudttårnet (flertydig).
Et krudttårn (tysk: Pulverturm) eller krudthus (Pulverhaus), var en bygning – ofte i form af et tårn – anvendt af militæret eller af mineindustrien til opbevaring af krudt og senere sprængstoffer. Krudttårne var almindelige frem til 1900-tallet, men blev gradvist afløst af egentlige krudtmagasiner og ammunitionsdepoter. Eksplosionen af et krudttårn kunne være katastrofal – for eksempel ved Delft-eksplosionen i 1654.

## Eksempler
Bygninger, der tidligere har været anvendt som krudttårne, omfatter følgende:

### Danmark
- Krudttårnet, en del af en gammel befæstning i Frederikshavn[2]
- Krudttårnet, ældste militære bygning i Fredericia[3][4]
- Krudttårnet (Dronningens Bastion), opført en i 1702 som en del af Københavns Befæstning[5]

### Italien
- Pulverturm (Schlanders)

### Letland
- Krudttårnet i Riga (Pulvertornis)

### Namibia
Krudttårnet i Otjimbingwe, Namibia

### Tjekkiet
- På trods af sit navn blev krudttårnet i Prag aldrig brugt til opbevaring af krudt.

### Tyskland
Sorteret efter tyske delstater på grund af mængden.

#### Baden-Württemberg
- Pulverturm (Leutkirch im Allgäu)
- Pulverturm (Vellberg)

#### Bayern
- Pulverturm (Bad Reichenhall)
- Pulverturm (Burghausen)
- Färberturm (Gunzenhausen)
- Pulverturm (Lindau)
- Pulverturm (Memmingen)
- Pulverturm (München)
- Pulverturm, Ochsenfurt
- Pulverturm (Straubing)

#### Brandenburg
- Pulverturm (Templin)

#### Bremen
- Bremer Pulvertürme

#### Niedersachsen
- Pulverturm (Bad Bentheim)
- Knochenturm i Einbeck
- Pulverturm (Hameln)
- Pulverturm (Lingen, Ems)
- Pulverturm (Oldenburg)

#### Mecklenburg-Vorpommern
- Pulverturm (Anklam)
- Pulverturm (Demmin) bærer navnet, men blev sandsynligvis ikke anvendt til dette formål.

#### Nordrhein-Westfalen
- Langer Turm (Aachen)
- Pulvertürmchen (Aachen)
- Pulverturm (Meschede)
- Buddenturm i Münster
- Pulverturm (Rheinberg)
- Pulverturm (Wiedenbrück)

#### Rheinland-Pfalz
- Pulverturm (Andernach)
- Pulverturm (Linz am Rhein)
- Pulverturm (Mainz)

#### Sachsen
- Pulverturm (Johanngeorgenstadt)
- Pulverturm i Zwickau

#### Sachsen-Anhalt
- Pulverturm (Quedlinburg)

#### Thüringen
- Pulverturm (Greiz)
- Pulverturm (Jena)

### Schweiz
- Malteserturm i Chur
- Pulverturm (Merano)
- Pulverturm, Zofingen

### USA
- Powder House (Dedham, Massachusetts)

### Østrig
- Pulverturm (Krems)

## Galleri
- Krudttårnet i Prag
- Krudttårn i Oldenburg med rester af den gamle bymur
- Krudttårn i Wiedenbrück, set udefra
- Krudttårn i Landsberg am Lech
- Krudttårn i Lindau
- Krudttårn i Neumarkt i Øvre Pfalz
- Krudttårnet i Riga
- Krudttårn i Memmingen
- Langer Turm i Aachen
- Krudttårn i Linz am Rhein
- Krudttårn i Rottenburg/Neckar
- Krudttårn i Johanngeorgenstadt
- Krudttårn i Otjimbingwe, Namibia
- Krudttårn i Zofingen
- Krudttårn i Zwickau